# Yves-Marie Froidevaux
Yves-Marie Froidevaux (1907-1983), est un architecte français, connu surtout pour ses restaurations de constructions médiévales.

## Biographie
Architecte en chef des monuments historiques de 1939 à 1983, il sera chargé de la Dordogne, de la Manche, de la Vienne, des Ardennes. En 1953, il sera nommé adjoint à l'Inspection Générale des Monuments Historiques et, en 1974, inspecteur général.
Il dispensa son savoir dans les cours de l'École de Chaillot et des Beaux-Arts.

## Œuvre
Reconnu aussi bien pour la construction que pour la restauration, Yves-Marie Froidevaux à surtout œuvré dans le domaine de l'architecture religieuse. Moins connu pour son œuvre d'architecte créateur, il a néanmoins une réalisation labélisée ACR (Architecture contemporaine remarquable) est l'architecte de la Chapelle Saint-Antoine de Montmarin.
Outre la basilique Notre-Dame-de-la-Trinité de Blois, ouvrage du XXe siècle dont il achève la décoration après la mort de Paul Rouvière en 1939, voici quelques-unes de ses restaurations :
- Églises :

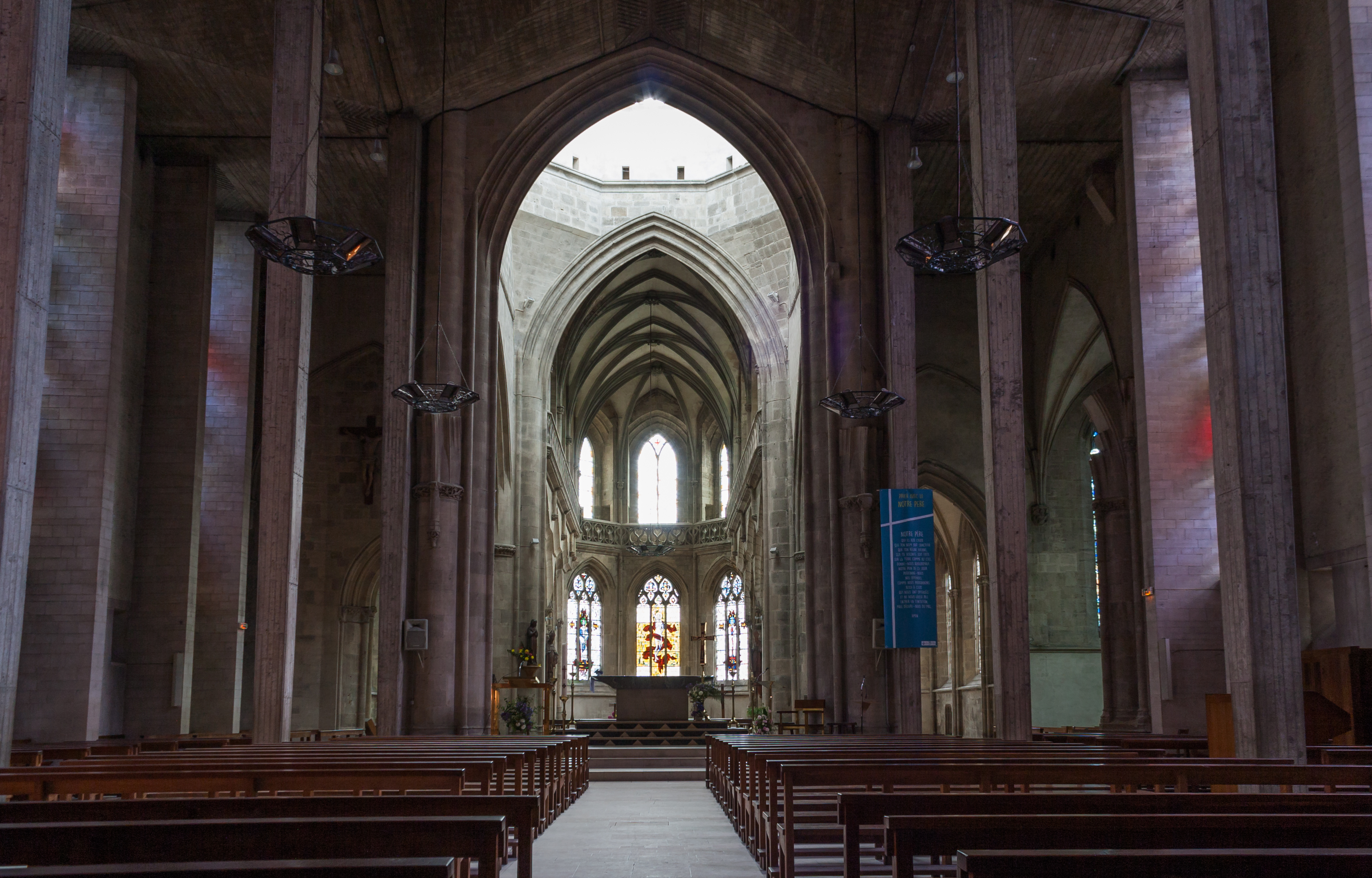
L'église Saint-Malo de Valognes après sa restauration par Y-M Froidevaux.

  - Cathédrale Notre-Dame (Coutances)
  - Église Saint-Malo de Valognes
  - Abbaye de Lessay[3],[4]
  - Église Notre-Dame (Saint-Lô)[5]
  - Cerisy-la-Forêt
  - Église Saint-Nicolas (Rethel)
  - Abbaye Saint-Sauveur (Charroux (Vienne))
  - Flèche de la cathédrale Notre-Dame (Rouen)
  - Église Saint-Maclou (Rouen)
  - Cathédrale de Chartres
  - Abbaye du Mont Saint-Michel[6],[7]
  - Cathédrale Saint-Front de Périgueux[8]
  - Église Saint-Léonce de Saint-Léon-sur-Vézère (Dordogne)
  - Église de Saint-Avit-Sénieur (Dordogne)
  - Abbaye de La Lucerne (Manche)
- Demeures privées :
  - Château de Puyguilhem (Villars) (Dordogne)
  - Château de Hautefort (Dordogne)[9]
  - Hôtel Plamon (Sarlat-la-Canéda) (Dordogne)

## Publications
- Yves-Marie Froidevaux, Le Mont Saint-Michel, Paris, Hachette, 1969, 113 p.
- Yves-Marie Froidevaux, Techniques de l’architecture ancienne : construction et restauration, Liège, Pierre Mardaga, éditeur, 2001, 4e éd., 192 p. (ISBN 978-2-87009-774-8, lire en ligne)[10],[11].

## Postérité

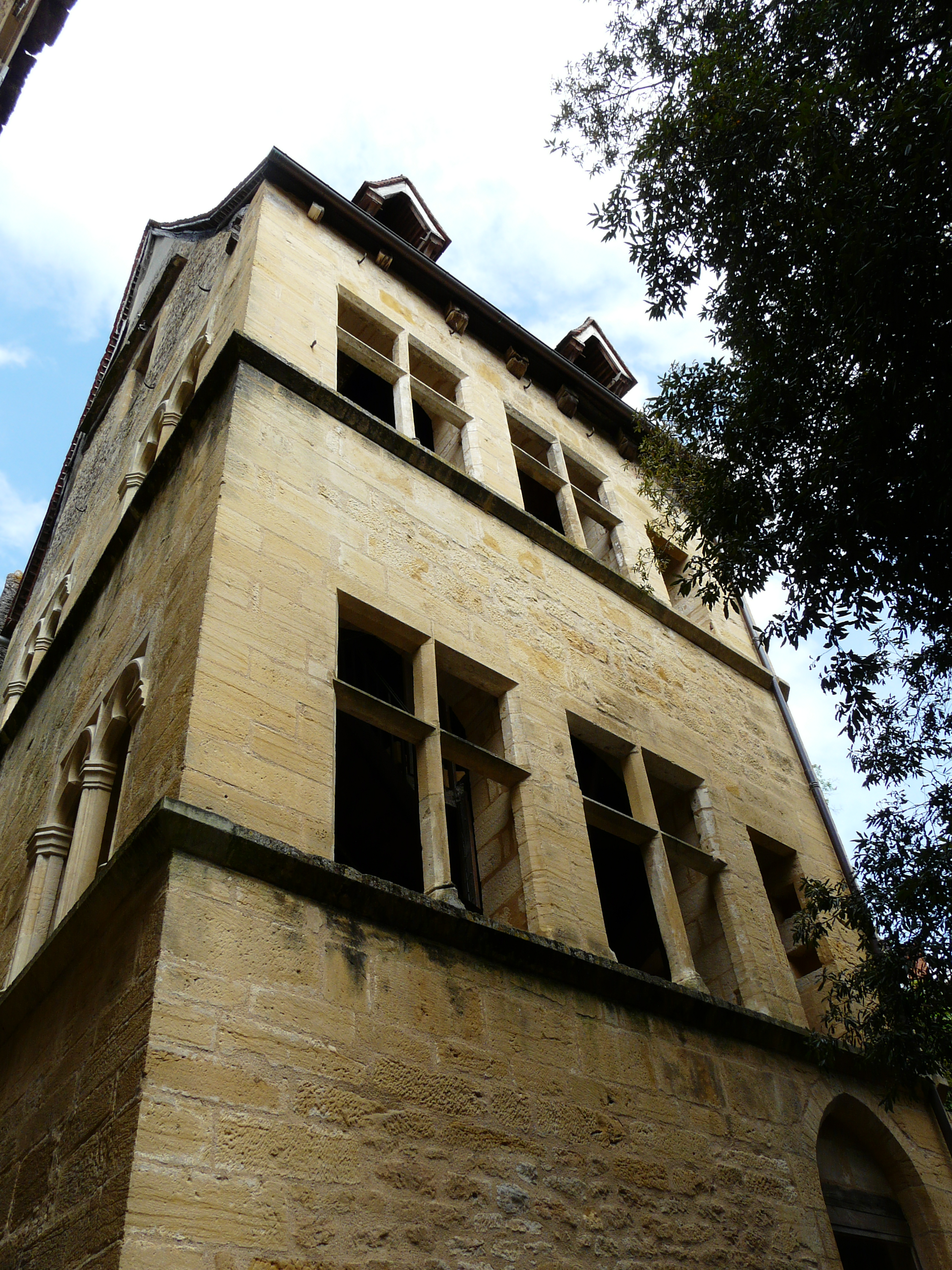
L'hôtel Fénelon à Sarlat, sur la place Yves-Marie-Froidevaux.

Une place de Sarlat-la-Canéda (Dordogne) porte son nom.